# Хрисанта Попарсова
Хрисанта Настева, по мъж Попарсова (изписване до 1945 година: Хрисанта Настева попъ Арсова), е българска учителка и революционерка, деятелка на Вътрешната македоно-одринска революционна организация.

## Биография
Родена е около 1880 година в град Битоля, тогава в Османската империя. В 1894 година завършва с IV випуск Солунската българска девическа гимназия. Българската екзархия я назначава за учителка в Солун. Към 1900 година е учителка в началното училище в солунската махала „Свети Атанасий“ за момчета и момичета. След Солунските атентати жилището ѝ е обискирано от местните власти, докато е квартирантка при българския революционер Иван Велков. В 1904/1905, 1906/1907 и в 1908-1913 година е учителка в Солунската българска девическа гимназия. В 1910/1911 и 1912/1913 година е учителка и в Третокласното девическо училище и началничка на пансиона.
След Балканските войни се премества в България. Неин съпруг е видният български революционер и общественик Петър Попарсов. Заселват се в Костенец, където учителстват от 1914 година.
Умира около 1947 година.